# Siebenmal lockt das Weib
Siebenmal lockt das Weib (Originaltitel: Woman Times Seven) ist ein italienisch-französisch-US-amerikanischer Spielfilm in sieben kurzen Episoden  von Vittorio De Sica aus dem Jahr 1967. Das Drehbuch verfasste Cesare Zavattini. Die Titelrolle ist mit Shirley MacLaine besetzt. In weiteren Hauptrollen sind Peter Sellers, Rossano Brazzi und Lex Barker zu sehen. In den USA kam das Werk erstmals am 27. Juni 1967 ins Kino. In der Bundesrepublik Deutschland hatte es seine Premiere am 29. September 1967.

## Handlung

### Episode I: Paulette
Die junge Witwe Paulette lässt sich auf dem Weg zum Begräbnis ihres Mannes von ihrem alten Verehrer Jean so von seinen Zukunftsaussichten mit ihr gefangen nehmen, dass sie an einem Kreuzweg den Leichenzug verlassen.

### Episode II: Maria Teresa
Maria Teresa kommt einen Tag früher nach Hause und findet ihre beste Freundin an der Seite ihres Ehemannes Georgio. Rache ist süß, und das ambulante Liebesgewerbe der Seine-Stadt will ihr dabei helfen. Als aber ihr ungetreuer Ehemann niedergeschlagen wird, umschließt sie ihn jammernd und ruft verzweifelt seinen Namen. Liebe verzeiht!

### Episode III: Linda
Die etwas überkandidelte Dolmetscherin Linda stellt zwei „ehrbare“ Gelehrte, einen Schotten und einen Italiener, auf eine harte Probe. Aber diese, auch keine Anfänger, können die intellektuelle Barriere der sonst so klugen Linda durchbrechen.

### Episode IV: Edith
Edith fühlt sich von ihrem „genialen“ Gatten Rik, einem Modeschriftsteller mit sehr viel Phantasie, sträflich vernachlässigt. Mit originellen Ideen versucht sie, seine Aufmerksamkeit von seinen Phantasiegeschöpfen – sind sie das wirklich? – wieder auf sich zu lenken.

### Episode V: Eve
Durch eine Indiskretion erfährt Eve, dass ihre Rivalin Lisari das gleiche Kleid zur Eröffnung der Oper anziehen wird, das ihr Ehemann exklusiv nur für sie anfertigen ließ. Eine kleine Bombe löst das Problem, aber welch ein Schreck: Sogar eine Dritte taucht in „ihrem“ Kleid auf!

### Episode VI: Marie
Das Liebespaar Marie und Fred fühlt sich enttäuscht von der Welt und will deshalb „anständig“ aus dem Leben scheiden. Es gelingt den beiden jedoch nicht, sich auf eine gemeinsame Todesart zu einigen. Schließlich erweist sich das Leben doch als stärker.

### Episode VII: Jeanne
Eine romantische Liebe, unvollendet, erlebt Jeanne, mitten im Winter von Paris.

## Kritiken
Das Lexikon des internationalen Films zieht folgendes Fazit: „Sieben amouröse Kurzepisoden aus dem Leben von sieben Frauen bilden einen heiter-melancholischen Starfilm mit Shirley MacLaine in ebenso vielen Rollen […] vor dem Hintergrund «Paris». Ein Volltreffer für die Freunde der MacLaine.“ Der Evangelische Film-Beobachter kommt zu einer ähnlichen Einschätzung: „Witzig-frecher Episodenfilm von Vittorio De Sica um verschiedene Frauengestalten, der für Erwachsene bei sehr dezenter Freizügigkeit in Wort und Bild doch neben herzhaftem Lachen auch Nachdenkliches zu Gemüte führen dürfte. Gute Unterhaltung.“

## Weblink
- Siebenmal lockt das Weib bei IMDb